# 49e Parallèle
Pour les articles homonymes, voir 49e parallèle.
Pour plus de détails, voir Fiche technique et Distribution.
49e Parallèle (49th Parallel) est un film britannique réalisé par Michael Powell, sorti en 1941.

## Synopsis
Pendant la Seconde Guerre mondiale, un sous-marin allemand coule un navire près des côtes canadiennes. Aussitôt, il tente un repli stratégique vers la baie d'Hudson mais il est repéré et bombardé. Six marins allemands survivants se retrouvent seuls sur le gigantesque territoire canadien. Ils doivent traverser le pays, rejoindre les États-Unis encore neutres, et espérer ainsi s'échapper du continent pour retourner en Allemagne nazie.

## Fiche technique
- Titre original : 49th Parallel
- Titre français : 49e Parallèle
- Réalisation : Michael Powell
- Scénario : Emeric Pressburger et Rodney Ackland
- Direction artistique : David Rawnsley, assisté de Sydney S. Streeter et Fred Pusey
- Photographie : Freddie Young et Osmond Borradaile (additionnelle)
- Son : A.W. Watkins
- Musique : Ralph Vaughan Williams
- Direction musicale : Muir Mathieson
- Montage : David Lean
- Production : Michael Powell
- Production associée : George H. Brown, Roland Gillett
- Sociétés de production : Ortus Films, Ministère de l'Information
- Société de distribution : General Film Distributors
- Budget : 132 000 £ (est.)
- Pays d'origine :  Royaume-Uni
- Langues originales : anglais, français, allemand
- Format : Noir et blanc — 35 mm — 1,37:1 — son Mono (Western Electric Mirrophonic Recording)
- Genre : Drame, Film de guerre
- Durée : 123 minutes
- Dates de sortie : 
  -  Royaume-Uni : 8 octobre 1941 (première mondiale à Londres), 24 novembre 1941 (sortie nationale)
  -  États-Unis : 5 mars 1942 (première à New York), 15 avril 1942 (sortie nationale)
  -  France : 4 avril 1952

## Distribution
- Richard George : Kommandant Bernsdorff
- Eric Portman : Lieutenant Hirth
- Raymond Lovell : Lieutenant Kuhnecke
- Niall MacGinnis : Vogel
- Peter Moore : Kranz
- John Chandos : Lohrmann
- Basil Appleby : Jahner
- Laurence Olivier : Johnnie, le trappeur
- Finlay Currie : Le facteur
- Ley On : Nick, l’esquimau
- Anton Walbrook : Peter
- Glynis Johns : Anna
- Charles Victor : Andreas
- Frederick Piper : David
- Leslie Howard : Philip Armstrong Scott
- Tawera Moana : George, l'indien
- Eric Clavering : Art
- Charles Rolfe : Bob
- Raymond Massey : Andy Brock
- Elisabeth Bergner : Anna (non créditée)

## Distinctions

### Récompenses
- Oscars du cinéma 1941 : Meilleur scénario

### Nominations
- Oscars du cinéma 1941 : Meilleur film et Meilleur réalisateur.